# スキン・フリック
『スキン・フリック』（英: Skin Flick, Skin Gang）は、1999年に製作されたゲイ・ポルノ。監督・脚本はブルース・ラ・ブルース。
1999年7月16日に第8回東京国際レズビアン&ゲイ映画祭にて上映された。

## キャスト
- デューター：スティーヴ・マスターズ
- ダーク：エデン・ミラー
- トム・インターナショナル
- リロイ：バスティアン
- テリー・リチャードソン
- カール
- 写真家：テリー・リチャードソン